# Cité du Volcan
Pour les articles homonymes, voir Maison du Volcan.
La Cité du Volcan, appelée Maison du Volcan de sa création en 1992 jusqu'en 2011, est un musée de l'île de La Réunion, département d'outre-mer français dans le sud-ouest de l'océan Indien. Il est installé à Bourg-Murat, village de la Plaine des Cafres situé dans les Hauts de la commune du Tampon. La Cité du Volcan propose des expositions permanentes sur les différents volcans du monde et en particulier sur le Piton de la Fournaise, le volcan actif de l'île. La Cité du Volcan est l'un des quatre établissements de la Société publique locale Réunion des musées régionaux.

## Histoire
L'existence de ce musée est largement due à la volonté du couple de volcanologues Maurice et Katia Krafft, qui ont étudié de près les éruptions du Piton de la Fournaise, et qui sont tous deux décédés le 3 juin 1991 dans une nuée ardente du mont Unzen, au Japon.
La Cité du Volcan a rouvert ses portes au public le 5 août 2014. L'établissement dispose d'équipements technologiques innovants : un cinéma 4D, un écran panoramique à 270°, des projections holographiques, des réalités augmentées, des surfaces « multitouch » grand format, etc. La muséographie a été créée par Nathalie Chauvier et Nicolas Béquart de l'agence Les Crayons.

## Collections
La Cité du Volcan est aussi attractif pour les adultes que pour les enfants et propose de nombreuses expériences explicatives.

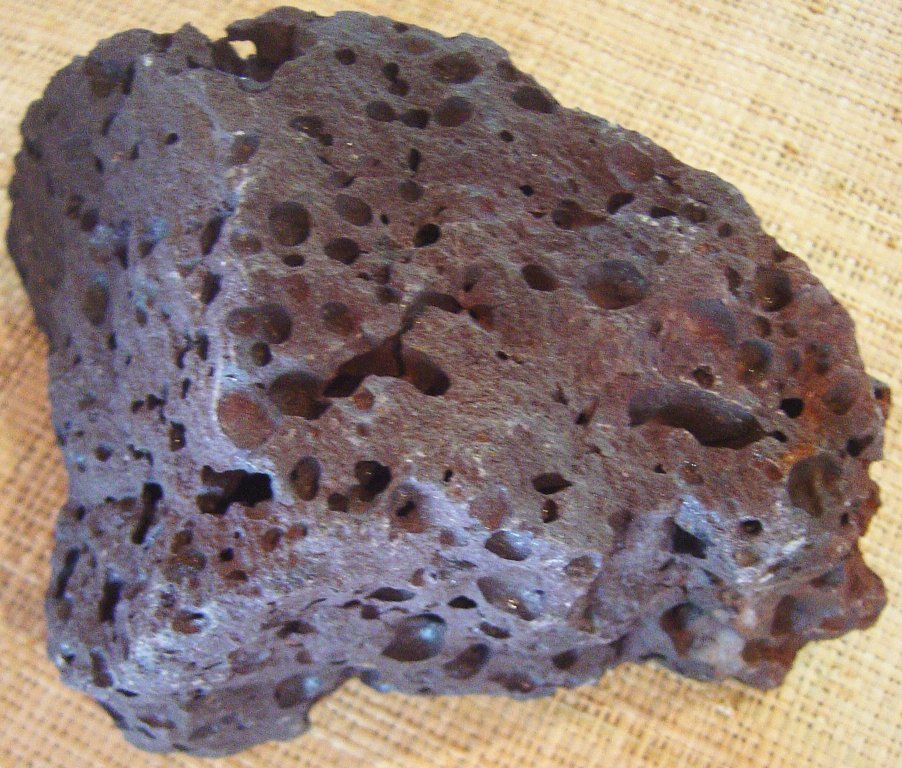
Échantillon de basalte vacuolaire de la pointe de la Table.